# Bulbophyllum cuniculiforme
Bulbophyllum cuniculiforme là một loài phong lan thuộc chi Bulbophyllum.